# Dovre (gemeente)
Dovre is een gemeente in de provincie Innlandet in Noorwegen. De gemeente telde 2675 inwoners in januari 2017.
Dovre grenst in het noorden aan Oppdal, in het oosten aan Folldal, in het zuiden aan Sel en Vågå en in het noordwesten aan Lesja. Het administratieve centrum is in Dombås.
Het ligt dicht bij het nationaal park Dovre. Verkeer en vervoer via de E6. In de omgeving liggen ook de nationale parken Rondane en Dovrefjell-Sunndalsfjella.
Er vertrokken in 2004 106 personen en er vestigden zich 100 personen in Dovre.

## Plaatsen in de gemeente
- Dovre (plaats)
- Dombås

## Bezienswaardigheden
- Nationaal park Dovrefjell-Sunndalsfjella

## Externe link

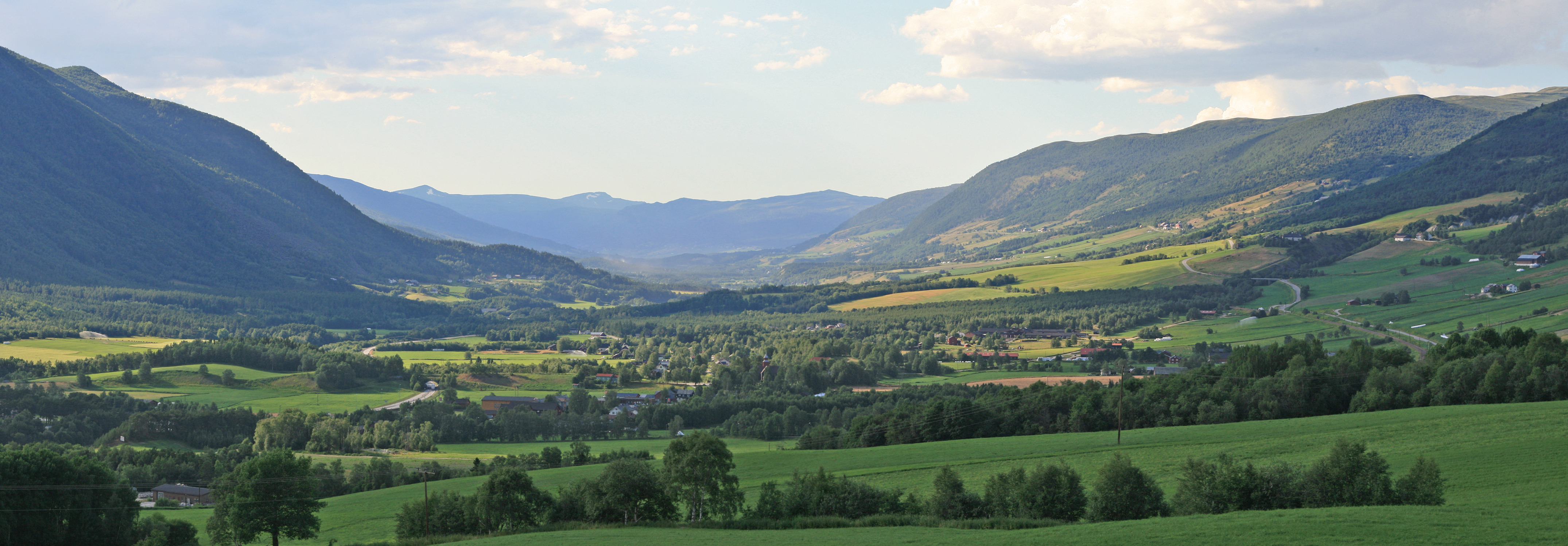
Panorama